# Diaphus chrysorhynchus
Diaphus chrysorhynchus är en fiskart som beskrevs av Gilbert och Cramer, 1897. Diaphus chrysorhynchus ingår i släktet Diaphus och familjen prickfiskar. Inga underarter finns listade i Catalogue of Life.